# Palmeira (Braga)
Palmeira ist eine Gemeinde im Norden Portugals.

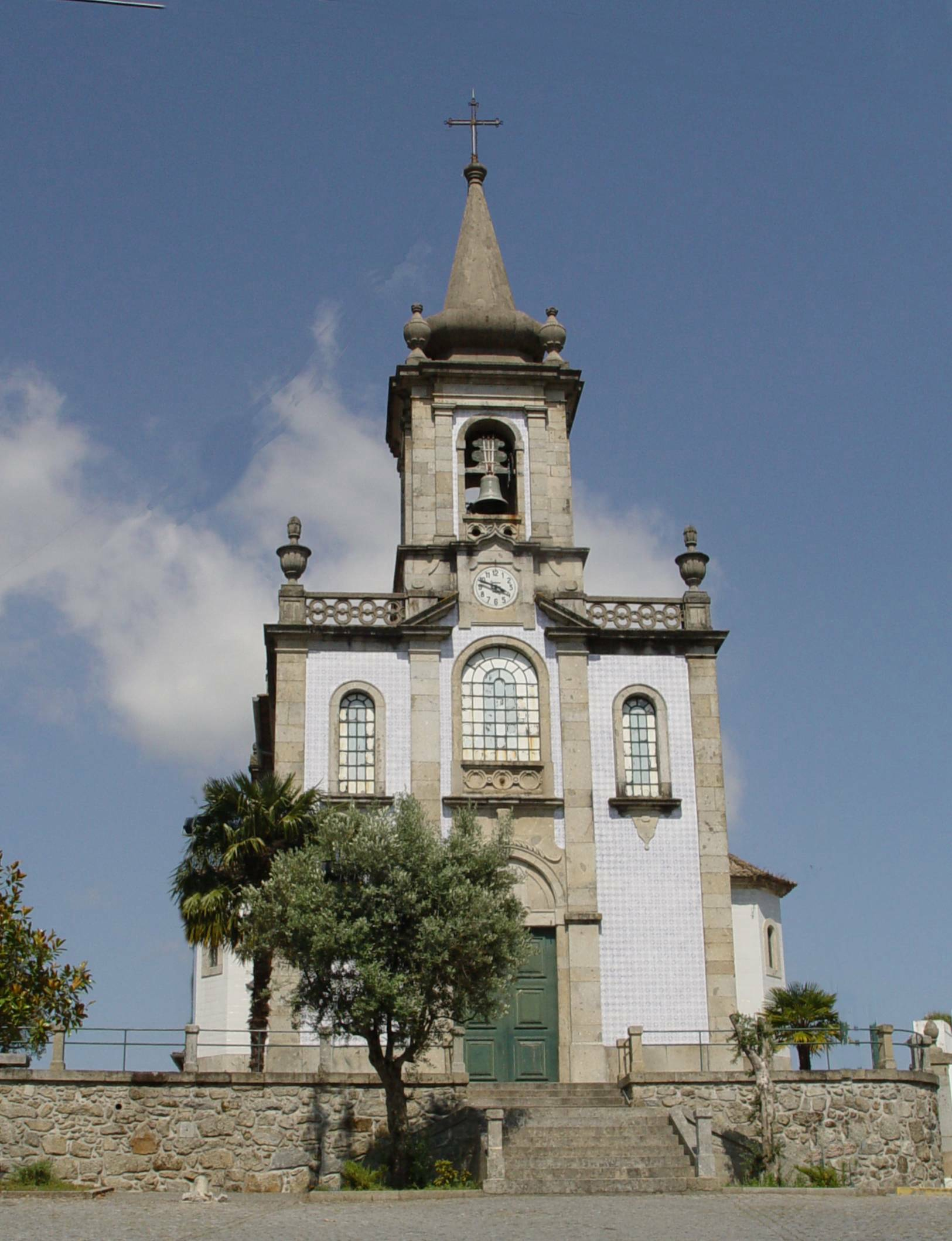
Kirche von Palmeira

Palmeira gehört zum Kreis Braga im gleichnamigen Distrikt Braga, besitzt eine Fläche von 8,9 km² und hat 5700 Einwohner (Stand 19. April 2021).

## Persönlichkeiten
- João Peixoto Alves (* 1941), Radrennfahrer